# Formule trinitaire
 (mars 2025).
Motif : Quel est l'intérêt de ce doublon non sourcé par rapport aux articles existants et sourcés, dont Trinité (christianisme), Scutum Fidei, etc. ?
- Archive Wikiwix
- Bing
- Cairn
- DuckDuckGo
- E. Universalis
- Gallica
- Google
- G. Books
- G. News
- G. Scholar
- Persée
- Qwant
- (zh) Baidu
- (ru) Yandex
- (wd) trouver des œuvres sur Wikidata

| 1. | Préciser le motif de la pose du bandeau. | Précisez le motif de la pose du bandeau en utilisant la syntaxe suivante : {{admissibilité à vérifier\|date=avril 2025\|motif=remplacez ce texte par le motif}}                         |
| 2. | Informer les utilisateurs concernés.     | Pensez à avertir le créateur de l'article, par exemple, en insérant le code ci-dessous sur sa page de discussion : {{subst:avertissement admissibilité à vérifier\|Formule trinitaire}} |

Le diagramme du « Bouclier de la Trinité » ou « Scutum Fidei » montrant comment fonctionne la relation entre Dieu, le Fils, et le Père et le Saint-Esprit.

La formule trinitaire est la phrase « Au nom du Père, du Fils et du Saint-Esprit », (en grec ancien : εἰς τὸ ὄνομα τοῦ Πατρὸς καὶ τοῦ Υἱοῦ καὶ τοῦ Ἁγίου Πνεύματος, romanisé : eis to ónoma toû Patros kai toû Huioû kai toû Hagíou Pneúmatos ; en latin : In nomine Patris et Filii et Spiritus Sancti) ou à peu de mots près qui se réfère aux trois entités de la Trinité chrétienne (Père, Fils et Saint-Esprit). Il est souvent fini par un « amen ».
La formule trinitaire est utilisée dans le baptême ainsi que dans de nombreuses prières, rites, liturgies et sacrements. L’une de ses utilisations les plus courantes, en dehors du baptême, est lorsque les catholiques romains, les orthodoxes orientaux et orientaux non-chalcédoniens, les luthériens, les anglicans, les méthodistes et tout les autres font le signe de croix tout en récitant cette phrase.